# Cilempuyang
Cilempuyang is een bestuurslaag in het regentschap Cilacap van de provincie Midden-Java, Indonesië. Cilempuyang telt 5701 inwoners (volkstelling 2010).